# Bosques húmedos tropicales de las Islas Cook
Los  son una ecorregión de bosques húmedos tropicales y subtropicales de hoja ancha que cubre las Islas Cook del Sur en las Islas Cook.

## Geografía
Las Islas Cook del Sur son una cadena de islas volcánicas en el Océano Pacífico. Las islas principales son Aitutaki, Atiu, Mangaia, Manuae, Mauke, Mitiaro, Palmerston, Rarotonga y Takutea. La ecorregión cubre un área de 127 km2.
Las islas son de origen volcánico, aunque todos los volcanes están extinguidos. Rarotonga es la isla más alta, con el cono volcánico Te Manga (652 metros de altitud) en su centro.
Mitiaro, Atiu, Mauke y Mangaia atravesaron un largo ciclo geológico de erosión, hundimiento y surgimiento, seguido de un levantamiento en la era terciaria. Cada una tiene colinas volcánicas centrales erosionadas, que alcanzan una elevación de unos 100 metros, rodeadas por un cinturón de antigua caliza coralina levantada, conocida como makatea, de hasta 2 km de ancho.
Aitutake es una pequeña isla volcánica central rodeada por una laguna y una barrera de coral circundante. Takutea es un pequeño arrecife de mesa. Palmerston y Manuae son atolones.
En Rarotonga viven casi tres cuartas partes de los habitantes de las Islas Cook. La ciudad de Avarua es la capital de las Islas Cook y su principal centro comercial.

## Clima
El clima de las islas es húmedo y tropical. Están en el cinturón de vientos alisios del sureste, y los lados sureste de barlovento de las islas y las cumbres son más húmedos que los lados noroeste de sotavento. Los meses más lluviosos son noviembre y diciembre.

## Flora
Los bosques de las tierras bajas de Rarotonga se han convertido en su mayoría al uso humano. El interior montañoso alberga algunos bosques naturales de tres tipos principales.
El bosque de Homalium se encuentra en las laderas de las montañas más bajas, por encima de los 50 a 200 metros de altura. Es un bosque de dosel cerrado dominado por el árbol Homalium acuminatum, con los árboles Canthium barbatum, Elaeocarpus tonganus e Ixora bracteata, y la liana gigante Entada phaseoloides .
El bosque de Fagraea-Fitchia se encuentra en elevaciones medias a lo largo de crestas en filo de cuchillo. Fagraea berteroana y Fitchia speciosa son los árboles predominantes, y ambos tienen raíces grandes y extensas que brindan soporte y estabilizan las laderas rocosas. Otros árboles comunes incluyen especies de Homalium, Canthium, Alyxia, Coprosma, Meryta y Metrosideros .
El bosque nuboso de Metrosideros se encuentra en picos y crestas cubiertos de nubes por encima de los 400 metros de altura, cubriendo aproximadamente el 3% del área forestal de Rarotonga. Metrosideros collina es el árbol predominante, formando bosques de porte bajo de hasta 8 metros de altura. En áreas más altas y más húmedas, Ascarina diffusa es dominante o codominante con M. collina. Otros árboles son Elaeocarpus tonganus, Weinmannia samoensis y Pittosporum arborescens. La liana endémica Freycinetia arborea trepa a los árboles, y éstos se cubren de abundantes musgos epífitos y helechos. El sotobosque está dominado por el arbusto Fitchia speciosa. Nueve especies de plantas con flores son endémicas de los bosques nubosos de Rarotonga.
En Mitiaro, Atiu, Mauke y Mangaia, la vegetación nativa de las áreas centrales de suelo volcánico ha sido reemplazada casi por completo por plantas introducidas. El terreno áspero y difícil de cultivar makatea alberga bosques de Elaeocarpus tonganus y Hernandia moerenhoutiana, bosques de matorrales dominados por Pandanus tectorius y bosques de Barringtonia asiatica .
En los atolones de Palmerston y Manuae, la vegetación costera incluye Heliotropum anomalum a lo largo de la playa, junto con especies de Scaevola, Suriana y Pemphis detrás de la playa. Hay parches de bosque tierra adentro, con especies de Pisonia, Guettarda y Pandanus, y cocoteros introducidos ( Cocos nucifera ).

## Fauna
El zorro volador del Pacífico ( Pteropus tonganus ) es el único mamífero no marino nativo de la ecorregión.
La ecorregión alberga seis especies de aves endémicas. El carricero común ( Acrocephalus kerearako ) vive en Mitiaro y Mangaia, la paloma frugívora de corona lila ( Ptilonopus rarotongensis ) en Rarotonga y Atiu, el martín pescador de Mangaia ( Todiramphus ruficollaris ) en Mangaia, la salangana de Atiu ( Collocalia sawtelli ) en Atiu, y el estornino de Rarotonga ( Aplonis cinerascens ) en Rarotonga. La monarca de Rarotonga ( Pomarea dimidiata ) es muy rara y se encuentra en áreas limitadas de bosque montano de elevación media en Rarotonga, particularmente en el Área de Conservación de Takitumu. En 2002 se estableció una segunda población en Atiu. La pérdida de hábitat y la depredación por ratas introducidas ha diezmado a las especies nativas.
Los bosques nubosos de Rarotonga son una de las pocas áreas de reproducción del petrel heraldo ( Peterodroma arminjoniana ).
También hay diez reptiles terrestres autóctonos. La mayoría son especies del Pacífico tropical muy extendidas y ninguna es endémica.
Las islas alguna vez fueron el hogar de 13 especies endémicas de caracoles endodóntidos y 11 especies de caracoles carópidos. La mayoría ahora están extintos y los restantes están amenazados. La depredación de la hormiga africana Pheidole megacephala, introducida en la década de 1870, ha llevado a la extinción a 11 de las 13 especies endémicas de caracoles terrestres de Rarotonga. Los bosques nubosos de Rarotonga son el único hogar del caracol de tierra de niebla ( Tekoulina sp.), que es único por ser vivíparo (tener crías vivas).

## Áreas protegidas
Una evaluación de 2017 encontró que 4 km 2, o el 3%, de la ecorregión se encuentra en áreas protegidas. La reserva natural de Te Manga conserva la mayor parte del área de bosque nuboso restante de Rarotonga por encima de los 400 metros de altitud.